# 張本正
張本正（1940年—），生於中華民國遼寧省營口市大石橋市（今中華人民共和國遼寧省），物理學者與企業家，中國共產黨黨員，曾參與創辦清華紫光集團，曾任清華紫光集團總裁與紫光股份公司總裁。

## 生平
1959年考入清華大學工程物理系，1965年取得大學學士學位，獲清華大學優良學生獎狀。畢業後留在清華大學工作，先任研究員，後任教務行政人員，為中国共产党清华大学委员会黨支部書記。1983年至1984年至美國布鲁克黑文国家实验室任訪問學者。1985年至1986年至德國斯圖加特大學任訪問學者。
1988年，在清華大學科研處副處長任內，受副校長張孝文指派，負責組建清華大學科技開發總公司，任常務副總經理，後升任總經理。1993年，清華大學科技開發總公司改組為清華紫光集團，任集團總裁。在取得台灣掃瞄器廠商的授權與技術之後，1997年，紫光集團成為全中國最大的掃瞄器廠商。
1999年，清華紫光集團聯合中国北方工业公司等四家公司資本，成立清華紫光股份有限公司，張本正任總裁，正式上市，進入A股市場。同時出任清華紫光古漢生物製藥股份有限公司董事長。
2001年，紫光股份公司與清華紫光古漢公司出現大量虧損，清華大學黨委會指派新華大學企業集團董事長榮泳霖負責整頓清華紫光集團。榮泳霖改派研究員徐並宏出任清華紫光股份有限公司總裁，張本正回任清華紫光集團總裁，但退居二線，自此不負責實際行政。
2002年，轉任北京市工商业联合会副會長兼任秘書長。由中关村科技园区管委会與北京双高人才发展服务中心選評為二十位中關村首批優秀企業家，留名中關村碑上。經中華人民共和國國務院核定，為国务院政府特殊津贴專家。